# Der Struwwelpeter
Der Struwwelpeter (traduzido para o português como João Felpudo) é um livro infantil alemão de 1845, de Heinrich Hoffmann. O livro é composto por dez histórias ilustradas e rimadas, principalmente sobre crianças. Cada um tem uma moral clara que demonstra as consequências desastrosas do mau comportamento de uma forma exagerada. O título da primeira história fornece o título de todo o livro. Der Struwwelpeter é um dos primeiros livros para crianças que combina narrativas visuais e verbais em formato de livro e é considerado um precursor das histórias em quadrinhos.
Der Struwwelpeter é conhecido por apresentar o personagem do Alfaiate (ou Tesoureiro) à literatura ocidental. Alguns pesquisadores agora veem as histórias do livro como ilustrações de muitos transtornos mentais infantis que conhecemos hoje
.

## Contos
1. Struwwelpeter: descreve um menino que não se arruma adequadamente e, conseqüentemente, é impopular.
2. Die Geschichte vom bösen Friederich ("A História de Frederico Malvado"): Um menino violento aterroriza animais e pessoas. Por fim, ele é mordido por um cachorro, que passa a comer a comida do menino enquanto Frederick está acamado.
3. Die gar traurige Geschichte mit dem Feuerzeug ("O conto muito triste com os fósforos"): Uma menina brinca com fósforos, acidentalmente se incendeia e morre queimada.
4. Die Geschichte von den schwarzen Buben ("A História dos Meninos Inky"): Nikolas (ou "Agrippa" em algumas traduções) pega três meninos provocando um menino de pele escura. Para lhes dar uma lição, ele os mergulha em tinta preta.
5. Die Geschichte von dem wilden Jäger ("A História do Caçador Selvagem") é a única história não focada principalmente em crianças. Nele, uma lebre rouba o mosquete e os óculos de um caçador e começa a caçar o caçador. No caos que se segue, o filho da lebre é queimado por café quente e o caçador cai em um poço.
6. Die Geschichte vom Daumenlutscher ("A História do Chupador de Polegar"): Uma mãe avisa seu filho Konrad para não chupar seus polegares. No entanto, quando ela sai de casa, ele recomeça a chupar o dedo, até que um alfaiate errante aparece e corta seus polegares com uma tesoura gigante.
7. Die Geschichte vom Suppen-Kaspar ("A História da Sopa-Kaspar") começa quando Kaspar (ou "Augusto" em algumas traduções), um menino forte e saudável, proclama que não vai mais comer sua sopa. Nos próximos cinco dias, ele definha e morre.
8. Die Geschichte vom Zappel-Philipp ("A História do Fidgety Philip"): Um menino que não se senta quieto no jantar derruba acidentalmente toda a comida no chão, para grande desgosto dos pais.
9. Die Geschichte von Hans Guck-in-die-Luft ("A História de Johnny Look-In-The-Air") diz respeito a um menino que habitualmente não consegue ver por onde anda. Um dia ele caminha em um rio; ele logo é resgatado, mas seu livro de escrita vai embora.
10. Die Geschichte vom fliegenden Robert ("A História de Robert Voador"): Um menino sai durante uma tempestade. O vento agarra seu guarda-chuva e o ergue bem alto. A história termina com o menino navegando para longe.